# Eugeniusz Wichrowski
Eugeniusz Wichrowski (ur. 30 listopada 1941 w Złotopolu) – polski działacz partyjny i państwowy, nauczyciel, w latach 1980–1988 wicewojewoda włocławski.

## Życiorys
Syn Czesława i Stanisławy. W latach 1959–1972 należał do Związku Młodzieży Wiejskiej. Wstąpił do Zjednoczonego Stronnictwa Ludowego, należał m.in. do prezydium Komitetu Powiatowego ZSL w Lipnie. Pracował jako nauczyciel, w latach 1970–1975 był dyrektorem Zasadniczej Szkoły Rolniczej w Radomicach. Od 1975 do 1980 wiceprezes Wojewódzkiego Związku Kółek Rolniczych we Włocławku, następnie od 21 listopada 1980 do 11 lipca 1988 pełnił funkcję wicewojewody włocławskiego. Po odejściu z urzędu od lipca 1988 pozostawał wiceprezesem Komitetu Wojewódzkiego ZSL w Toruniu.